# 1806 w sztukach plastycznych
Wydarzenia w sztukach plastycznych i wizualnych w 1806 roku.

## Urodzeni
- 25 stycznia - Daniel Maclise (zm. 1870), irlandzki malarz
- 22 lutego - Antoine Wiertz (zm. 1865), belgijski malarz, rysownik i rzeźbiarz
- 8 marca - Antonio María Esquivel (zm. 1857), hiszpański malarz
- 11 marca - Louis Boulanger (zm. 1867), francuski malarz, litograf i ilustrator
- 1 kwietnia - Franz Eybl (zm. 1880), austriacki malarz i litograf
- 12 kwietnia - Zenon Brzozowski (zm. 1887), polski mecenas sztuki i ziemianin
- 2 maja - Charles Gleyre (zm. 1874), francuski malarz i pedagog
- 16 lipca - Aleksandr Iwanow (zm. 1858), rosyjski malarz
- Luis Ferrant y Llausás (zm. 1868), hiszpański malarz

## Zmarli
- 22 lutego - James Barry (ur. 1741), irlandzki malarz
- 25 lutego - Manuel Monfort (ur. 1736), hiszpański rytownik
- 13 marca - Gabriel François Doyen (ur. 1726), francuski malarz
- 10 lipca - George Stubbs (ur. 1724), brytyjski malarz
- 22 sierpnia - Jean-Honoré Fragonard (ur. 1732), francuski malarz
- 31 października - Utamaro Kitagawa (ur. 1753), japoński drzeworytnik i malarz
- 10 grudnia - Christoph Nathe (ur. 1753), niemiecki malarz, rysownik i miedziorytnik
- Carlo Magini (ur. 1720), włoski malarz
- Manuel Camarón y Meliá (ur. 1763), hiszpański malarz
- Anna Charczewska (ur. 1762),  polska amatorka ilustratorka, rysowniczka i rytowniczka